# Phúc lợi xã hội
Phúc lợi xã hội là một bộ phận của thu nhập quốc dân, được dùng để làm thỏa mãn nhu cầu về vật chất và tinh thần của người dân trong xã hội, chủ yếu là phân phối ngoài theo lao động.

## Thành phần[1]
Phúc lợi xã hội bao gồm những chi phí xã hội:
- Tiền trợ cấp hưu trí
- Trợ cấp bảo hiểm xã hội
- Học bổng
- Chi phí cho học tập miễn phí (học phí miễn phí)
- Dịch vụ y tế, nghỉ ngơi, an dưỡng, viện dưỡng lão
- Nhà trẻ, trường mẫu giáo, cô nhi viện
- Các loại hình khác

## Phân loại[1]
Phúc lợi xã hội gồm 3 nhóm cơ bản:
- Quỹ tập trung do nhà nước quản lý
- Quỹ phúc lợi của các xí nghiệp, đơn vị kinh doanh
- Quỹ phúc lợi tập thể của các hợp tác xã, tập đoàn sản xuất

## Hình thức hoạt động[1]
Phúc lợi xã hội gồm 2 hình thức hoạt động:
- Trả tiền:

- Tiền lương
- Tiền hưu trí
- Khoản trợ cấp
- Tiền nghỉ phép
- Học bổng

- Dịch vụ miễn phí:

- Giáo dục
- Y tế

## Vai trò[1]
Phúc lợi xã hội là phương tiện cần thiết để điều chỉnh các quan hệ xã hội, giảm bớt sự chênh lệch về thu nhập giữa các tầng lớp và nhóm xã hội, đồng thời xóa bỏ sự khác biệt giữa thành thị và nông thôn, giữa lao động chân tay và lao động trí óc.

## Phúc lợi xã hội ởViệt Nam[1]
Trong công cuộc đổi mới của Việt Nam, việc tăng cường phúc lợi xã hội đã trở nên cần thiết để nhà nước có thể đáp ứng những nhu cầu của người dân. Trong quá trình quá độ đi lên chủ nghĩa xã hội, nhà nước Việt Nam cần có cái nhìn mới về phúc lợi xã hội. Điều kiện hiện nay đang khiến cho nhà nước không thể chi phí tràn lan cho phúc lợi xã hội. Nó phải tập trung vào những vấn đề thiết yếu nhất của người dân lao động, bảo đảm các thành phần kinh tế được công bằng và khuyến khích người dân tham gia vào công cuộc xây dựng và phát triển nước nhà. Phúc lợi xã hội không thể vượt quá khả năng của nền kinh tế, đồng thời cũng không bị động, cứng nhắc.